# 穗花刺头菊
穗花刺头菊（学名：Cousinia falconeri）为菊科刺头菊属下的一个种。

## 扩展阅读
- 維基物種上的相關：穗花刺头菊